# Paraphlepsius brunneus
Paraphlepsius brunneus är en insektsart som beskrevs av Delong 1916. Paraphlepsius brunneus ingår i släktet Paraphlepsius och familjen dvärgstritar. Utöver nominatformen finns också underarten P. b. ravus.